# 黒崎めぐみ
黒崎 めぐみ（くろさき めぐみ、1968年4月18日 - ）は、NHKの理事で、アナウンサー。管理職。

## 経歴・人物
黒崎幸吉（聖書学者）の孫として、中華民国（台湾）の台北市で出生した。台北市は住友商事に勤務していた実父の当時の赴任先で、2歳半まで現地で過ごした。日本では神奈川県横浜市で生活していたが、5歳から8歳までの間にも、実父の海外赴任にともなってルーマニア社会主義共和国の首都・ブカレストで暮らしていた。
桜蔭高等学校、東京大学文学部英語英文学科卒業後、
1991年アナウンサーとしてNHKに入職した。以後は名古屋放送局を皮切りに東京アナウンス室、大阪放送局などで勤務した。東京アナウンス室では『生活ほっとモーニング』のキャスター、『第57回NHK紅白歌合戦』（2006年）の総合司会、『びっくり法律旅行社』『所さん!大変ですよ』の司会などを務めた。
2016年7月の人事異動で、アナウンサー職を離れて管理職となり、編成局計画管理部専任部長に着任し4年間務めた。2020年8月3日付でNHK宇都宮放送局の局長に着任し3年間務めた後に2023年7月の異動でアナウンサー職に復帰した。2024年3月5日付の人事でメディア総局（東京・渋谷本局）アナウンス室長（第46代）に着任した。2024年4月25日付で理事就任。アナウンサー出身の役員就任は、2005年から2008年まで副会長を務めた永井多恵子以来で19年ぶりのこととなる。理事としての担当領域はプロフェッショナル人材育成・D＆I推進で、広報統括や人事・労務統括補佐を担っている。

## 現在の担当業務
- 理事（2024年4月25日 - ）

## 過去の担当番組
- おはよう東海（1995年4月 - 7月）
- BS歌謡塾あなたが一番（司会、1995年8月26日 - 1996年3月30日）
- 日本縦断カラオケ道場
- ニュースパーク関西（1999年3月29日 - 2000年3月24日、関西ローカル。「ことばおじさん」こと梅津正樹と担当）
- ウィークエンド関西（2000年4月1日 - 2001年3月31日、関西ローカル）
- サンデースポーツ（大阪放送局時代に全国高等学校野球選手権大会のスタジオリポートを担当）
- 芸術劇場（音楽（第1・3週）担当）
- 金曜かきこみTV（2003年4月11日 - 2004年3月12日）
- フォーク大集合
- 公園通りで会いましょう（月 - 金曜日）
- BSニュース50
- 日本縦断カラオケ道場
- 大当たり勘九郎劇場
- 第37回思い出のメロディー（2005年8月16日） - 船越英一郎と共に司会
- 第57回NHK紅白歌合戦 総合司会（2006年12月31日）
- 第21回NHK能楽鑑賞会 司会（2007年3月17日、教育テレビなど）
- サラリーマンNEO（2007年8月7日、Season2-15「会社の王国」のコントに小野などと出演）
- 今日は一日ミュージカル三昧 DJ（2008年9月15日、FM放送）
- 芸術劇場古典芸能　司会（2010年1月29日）

※担当の高橋美鈴が産前産後休暇だったため、代わって司会を担当
- 生活ほっとモーニング（キャスター）（2005年3月28日 - 2010年3月19日）
- こころの遺伝子（2010年3月29日 - 7月26日） - 西田敏行と共に司会
- BSデジタル号がゆく!〜ブルートレイン 九州一周の旅〜（2010年9月4日・5日） - 遠藤章造と共に司会
- びっくり法律旅行社（児玉清と共に司会=「児玉トラベル」スタッフ主任）（2007年10月5日 - 2009年3月12日）

※2009年4月以降は「世界びっくり旅行社」に改題し、不定期に放送していた。
- きれいの魔法（2010年3月30日 - 2012年3月29日、毎週火曜日）※おしゃれ工房の後番組
- N響アワー 司会（2011年4月3日 - 2012年3月25日）
- ハイビジョンウイークエンドシアター（司会）
- さすらいのドッグトレーナー（司会）
- きたやまおさむのレクチャー&ミュージック（2009年3月30日 - 2012年3月26日、毎週月日：FM放送）
- 日本の、これから 不定期 （2009年12月4日・2010年5月6日 - 10月30日・2011年2月12日、進行）
- 金とく（2012年度 - 2016年度）
- 世界びっくり旅行社（江口洋介と共に進行=「江口トラベル」スタッフ主任）（2012年4月7日 - 2014年3月28日）
※「びっくり法律旅行社 → 世界びっくり旅行社・児玉トラベル」から引き続き出演。
- 第44回思い出のメロディー（2012年8月18日） - 市川猿之助と共に司会
- こいつぁ春から〜初芝居生中継〜「大阪松竹座・歌舞伎座」（2015年1月2日）- 歌舞伎座からの生中継司会
- 歌謡チャリティーコンサート（2016年11月22日） - 春風亭昇太と共に司会
- 所さん!大変ですよ（2017年6月22日 - 2018年3月15日）
- たけしの“これがホントのニッポン芸能史”（2017年9月16日 - 2018年3月31日）- 新人研究員（2代目）
- 名曲ヒットパレード (2024年3月29日) - 池田達郎アナウンサーと担当
- メディア総局アナウンス室長（2024年3月5日 - 4月24日）

## 過去の担当イベント
- N響ほっとコンサート 司会（2007年 - 2009年）

## 同期のアナウンサー
- 有働由美子
- 武内陶子
- 金澤利夫
- 兼清麻美
- 武田涼介
- 大野克郎
- 山本志保
- 中谷文彦
- 若林則康
- 河島康一
- 池田達郎
- 山田貴幸
- 比留間亮司